# Стефан Нукас
Стефан (на гръцки: Στέφανος, Стефанос) е гръцки духовник и просветен деец от Югозападна Македония.

## Биография
Роден е като Стерьос Нукас (Στέργιος Νούκας) в югозападномакедонското село Драмища, Ляпчищко, в 1836 година. На 12 години заминава за столицата Цариград, където става духовник и приема името Стефан. Учи във Великата народна школа, а по-късно богословие в Богословското училище в Халки, в Атониада, в Ризарио (от 1858 г.) и в Богословския факултет на Атинския университет. След завършване на образованието си преподава в училището Амбетио в Кайро, където той замисля идеята за създаване на образователни институции в Македония. На 21 юли 1871 година оглавява основаването на Македонското константинополско образователно братство. Първото основано от братството училище е Цотилската гимназия, започнала да функционира на 15 септември 1871 г., в която Нукас е първият главен учител. През септември 1874 година с усилията на Нукас гимназията се мести в специална нова сграда, а през 1890 г. става пълна гимназия.
Нукас основава в Цариград женското училище „Палада“, а в Солун – търговския лицей (1895), който през 1903 г. става лицей Мараслион и други, сред които гръцкото девическо училище в Солун. До смъртта си в 1931 година е ангажиран в изграждането на нови училищни сгради, пансиони и осигуряване на ученически стипендии.